# 牛首峠 (岐阜県・富山県)
牛首峠（うしくびとうげ）は、岐阜県大野郡白川村と富山県南砺市に跨る峠である。標高は1084m。峠名は白川村の牛首集落(現在は廃村)に由来する。古くは、すかのこ峠ともいわれ「越中志徴」には『すかのこ峠、大勘場村と飛州牛首村との山境。但越中、飛驒の国境』と書かれている。

## 交通
白川村側の牛首林道は未舗装区間が大半であるが、道幅が広く凹凸が少なくカーブミラーも設置されており、峠へは最も走りやすい道となっている。
富山県側は、利賀川左岸を走り利賀村奥大勘場に至る牛首林道と峠から利賀川ダムに繋がる水無白川林道・アテビオ支線があるが、落石・転落の危険がありパンク・オイルバン損傷が多く、幅員1車線ですれ違い困難の悪路である。また、富山県道・岐阜県道34号利賀河合線の水無区間は通年通行止めであり、岐阜県飛騨市(楢峠・旧河合村)へは往来できない。
岐阜県側・富山県側共に未舗装の車道であり、街灯は設置されていない。

## 周辺
- 白川郷・五箇山の合掌造り集落
- 水無湖キャンプ場
- 利賀川ダム
- 水無渓谷
- 水無平湿原
- 天生峠
- 東俣峠
- ノタノオ峠